# Autorretrato (Rubens, Viena)
Autorretrato é um óleo sobre tela de Rubens medindo 109,5 cm por 85 cm e datado entre 1638 e 1639. Está agora no Kunsthistorisches Museum em Viena. É um retrato cortês em estilo (como mostrar a espada, luva e coluna), mas mostra mais atenção aos detalhes faciais do que era usual em um retrato desse tipo.